# Якупица
Якупица (макед. Јакупица) или Мокра Планина — горный хребет в центре Северной Македонии. Высочайшая точка — гора Солунска Глава, 2540 м. Другие высокие вершины массива: Карадзица (2473 м), Попово Брдо (2380 м), Остар Брег (2365 м), Убава (2353 м), Остар Врв (2275 м), Даутица (2178 м), Бел Камень (2074 м), Лисец (1934 м), Шильегарник (1830 м), Китка (1596 м). С севера хребет окружён Скопийской котловиной, а с юга Пелагонийской котловинами. К востоку располагается долина реки Вардар, к западу регион Поречье.

## Описание
Рельеф хребта пересечён множеством быстрых горных рек. Есть буковые, хвойные и дубовые леса. В ясные дни, с Солунской Главы можно увидеть греческий город Салоники. Отсюда и название горы, в переводе «Голова Салоники». В последнее время поступают предложения превратить Якупицу и близлежащий хребет Шар-Планину в национальный парк. На хребет можно легко добраться из столицы Македонии, города Скопье, или из ближайшего города Велес. Якупица имеет богатую фауну и флору, есть пастбища овец. На реке Бабуне, протекающей по территории массива, есть несколько водопадов.

## Геология
Массив образовался в палеозойской эре. Древние слои гор состоят из гнейса и кристаллических сланцев, более новые, верхние — из мезозойских известняков и доломитов. Имеются следы древнего ледника, представленные каром, двумя ледниковыми озёрами и мореной. В горах есть две пещеры Врело.

## Солунска Глава
Вершина Солунска Глава является высочайшим пиком в хребте Якупица. Абсолютная высота горы — 2540 м, относительная высота — 1666 м. Среди туристов известна под названием Пуп Македонии. Совершить восхождению на вершину можно из горного приюта Чеплез в деревне Папрадиште или из приюта Караджица. Пик расположен в центральной части хребта и является важным орографическим узлом.